# OnlySee
„OnlySee” este albumul de debut al cântăreței australiane Sia Furler, lansat în 23 decembrie 1997 prin intermediul casei de discuri Flavoured Records, după ce a părăsit trupa pe bază de acid jazz The Crisp.

## General
Spre deosebire de albumele ei mai noi, OnlySee a fost comercializat sub numele ei complet, în loc de pur și simplu „Sia”. Acesta a fost produs de Jesse Flavell și lansat de casa de discuri australiane Flavoured Records. Albumul nu a fost niciodată lansat în mod oficial: a fost produs într-un garaj pe durata de trei saptamani, și a fost pus la dispoziție doar într-un singur magazin de discuri din Adelaide, în australia, la doar $1,99. Piesa „Soon” a fost înregistrată din nou de Sia ca „Sober and Unkissed” și prezentată pe cel de-al doilea ei album de studio Healing Is Difficult. Piesa Asrep Onosim a fost scrisă de Jesse Flavell și Sia în limba italiană, limba cunoscută de Sia, care în trecut a studiat muzica în Italia (titlul nu este altceva decât fraza italiană „mi sono persa” în limba română „M-am pierdut” scrisă invers). OnlySee este în prezent scos din comerț.

## Lista pieselor
Cretitări scrise conform coperta albumului
| Nr.             | Titlu                      | Autor(i)           | Lungime |  |
| 1.              | „Don't Get Me Started”     | Jesse Flavell      | 5:33    |  |
| 2.              | „I Don't Want to Want You” | Flavell Sia Furler | 5:02    |  |
| 3.              | „OnlySee”                  | Flavell            | 4:14    |  |
| 4.              | „Stories”                  | Flavell Furler     | 4:40    |  |
| 5.              | „Madlove”                  | Furler             | 1:13    |  |
| 6.              | „A Situation”              | Flavell            | 4:21    |  |
| 7.              | „Shadow”                   | Flavell            | 3:47    |  |
| 8.              | „Asrep Onosim”             | Flavell Furler     | 6:01    |  |
| 9.              | „Take It to Heart”         | Flavell            | 4:37    |  |
| 10.             | „Beautiful Reality”        | Flavell            | 4:31    |  |
| 11.             | „Soon”                     | Flavell Furler     | 2:39    |  |
| 12.             | „One More Shot”            | Flavell            | 3:36    |  |
| 13.             | „Tripoutro”                | Furler             | 2:01    |  |
| Lungime totală: | Lungime totală:            | Lungime totală:    | 51:38   |  |